# Eugerdella pugilator
Eugerdella pugilator là một loài chân đều trong họ Desmosomatidae. Loài này được Hessler miêu tả khoa học năm 1970.